# Sacubitrilo
El sacubitrilo es un medicamento antihipertensivo que se emplea en el tratamiento de la insuficiencia cardíaca en combinación con valsartán. Es el primero de un nuevo grupo de fármacos denominado inhibidores de la neprilisina. La combinación sacubitrilo/valsartán, llamada en los ensayos clínicos LCZ696, es un fármaco aprobado el 7 de julio de 2015 por la FDA de Estados Unidos y el 19 de noviembrepor la EMA, con el nombre de Entresto® para el tratamiento de la insuficiencia cardiaca.

## Mecanismo de acción
El sacubitrilo es un profármaco que origina sacubitrilato (LBQ657) tras su des-etilación por esterasas. El sacubitrilato actúa inhibiendo la enzima neprilisina, que es responsable de la degradación del  péptido natriurético auricular y del péptido natriurético cerebral, dos péptidos que producen disminución de la presión arterial mediante reducción del volumen sanguíneo.

## Efectos secundarios
Algunos de los más frecuentes son hipotensión, hiperpotasemia, tos, sudoración e insuficiencia renal. 